# Aleurotrachelus serratus
Aleurotrachelus serratus là một loài côn trùng cánh nửa trong họ Aleyrodidae, phân họ Aleyrodinae.
Aleurotrachelus serratus được Takahashi miêu tả khoa học đầu tiên năm 1949.